# Jan Vandenbroucke
Jan Paul Vandenbroucke (Leuven, 8 maart 1950) is een geneeskundige, methodoloog en epidemioloog.
Hij heeft geneeskunde aan de KU Leuven gestudeerd en filosofie en epidemiologie aan Harvard.
Sinds 1987 is Vandenbroucke hoogleraar in de klinische epidemiologie aan de Universiteit Leiden.
Sinds 1996 is hij lid van de Koninklijke Nederlandse Akademie van Wetenschappen (sectie geneeskunde).
In 2006 werd hij benoemd tot Akademiehoogleraar.